# María Luisa Araújo
María Luisa Araújo (Talavera de la Reina, 7 de junio de 1965) es una política española.

## Biografía
Nacida en Talavera de la Reina, provincia de Toledo, es licenciada en Ciencias Económicas y Empresariales por la Universidad Complutense de Madrid, y Licenciada en Derecho por la UNED.
Es funcionaria de carrera del Cuerpo Superior de la Administración de la Junta de Comunidades de Castilla-La Mancha desde agosto de 1990. Desde el año 2000 fue consejera de Economía y Hacienda de Castilla-La Mancha, puesto que compaginó con la vicepresidencia segunda entre 2007 y 2008, y desde entonces, la vicepresidencia primera. En junio de 2011, tras la victoria del Partido Popular en la región, es relevada por el popular Diego Valle Aguilar como Consejero de Economía y Hacienda.
- Datos: Q6004163